# Никола Кајтез
Никола Кајтез (Усорци, 15. март 1942.) је пуковник Војске Републике Српске. Током Одбрамбено-отаџбинског рата командовао је 6. санском лаком пјешадијском бригадом.

## Биографија
Средњу војну школу, смјер противавионска артиљерија, завршио је 1960, а Војну академију копнене војске ЈНА, истог смјера, 1967. у Београду. Службовао је у гарнизонима Задар, Кичево, Бриони, Загреб, Крижевци, Јастребарско, Љубљана и Бања Лука. Службу у ЈНА завршио је на дужности начелника артиљеријско-ракетних јединица у команди корпуса, у чину потпуковника. У ВРС је био од дана њеног оснивања до пензионисања, 16. јануара 1997. Био је начелник штаба, уједно замјеник команданта 6. санске пјешадијске бригаде, командант пјешадијске бригаде и начелник штаба пјешадијске дивизије. У чин пуковника унапријеђен је 15. септембра 1992. У ЈНА је одликован Орденом за војне заслуге са сребрним мачевима, Орденом народне армије са сребрном звијездом и Орденом за војне заслуге са златним мачевима, а у ВРС Орденом Карађорђеве звијезде III реда.